# Tuberculefferia setigera
Tuberculefferia setigera là một loài ruồi trong họ Asilidae. Tuberculefferia setigera được Wilcox miêu tả năm 1966. Loài này phân bố ở vùng Tân Bắc giới.